# Ів Тюмор
Ів Тюмор (англ. Yves Tumor; нар. 14 лютого 1990) — американський музикант і продюсер експериментальної музики. Справжнє ім'я — Шон Бові (Sean Bowie). Народився в Маямі, штат Флорида, зараз живе в Турині, Італія.

## Життя і творчість
Виріс у Ноксвіллі, штат Теннессі, почав займатися музикою у 16 років, щоб вийти з «нудного, консервативного оточення». Самостійно навчився грати на барабанах, басі, гітарі та клавішних. Описуючи свій досвід зростання в Теннессі як неприємний, Ів у 20 років переїхав до Сан-Дієго, а потім після коледжу в Лос-Анджелес. Там у 2012 році він познайомився з Міккі Бланко, пізніше вони гастролювали протягом двох з половиною років Європою та Азією.
На початку 2010-х Тюмор записувався як Teams і створював музику, яку AllMusic описав як «post-chillwave». Артист дебютував у проєкті Yves Tumor у 2015 році з EP для берлінського експериментального клубного лейбла Janus і ще одним для лейбла Blanco, Dogfood MG. Того ж року випустив перший альбом «When Man Fails You» (який перевипущений Apothecary Compositions 29 квітня 2016 року).
У вересні 2016 року підписав контракт з PAN Records і випустив дебютний альбом на лейблі — «Serpent Music». Ів працював над альбомом протягом трьох років після переїзду до Лейпцига, Німеччина. Альбом був записаний між Маямі, Лейпцигом, Лос-Анджелесом та Берліном. У рецензії Pitchfork на альбом критик Енді Бета порівняв музичний стиль Тюмора з Джеймсом Ферраро та Діном Блантом і зазначив, що вони використовують «тривожні ударні лупи та польові записи, щоб створити настрій загубленості у дивному міському ландшафті».
У вересні 2017 року Тюмор випустив збірник під назвою «Experiencing the Deposit of Faith». Пізніше того тижня під час оголошення туру стало відомо, що він підписав контракт з Warp Records. Артист вирушив у тур з новим аудіовізуальним шоу.
У вересні 2018 року випустив дебют на Warp Records — «Safe in the Hands of Love», без попереднього оголошення. Йому передували сингли «Noid» 24 липня, «Licking an Orchid» за участю James K. 29 серпня та «Lifetime» 3 вересня. Альбом отримав загальне визнання музичних критиків. Джейсон Грін з Pitchfork заявив у рецензії, що альбом «на кілька щаблів перевершує все, що випустив виконавець. Стрибок настільки зухвалий, що дезорієнтує».
Четвертий альбом Тюмора, «Heaven to a Tortured Mind», вийшов 3 квітня 2020 року, а 3 березня йому передував сингл «Kerosene» за участю Діани Гордон. Алексіс Петрідіс, рецензуючи альбом для The Guardian, назвав його Альбомом тижня, описуючи роботу як «надзвичайний: експериментальний, здатний до будь-якого жанру, з внутрішньою логікою, що впливає на зміни настрою.[…] Щоб придумувати щось, що звучить цілісно, при переході між багатьма стилями необхідна справжня майстерність».
У жовтні 2020 року Тюмор сказав в інтерв'ю Мішель Ламі: «У мене є ще один EP і цілий альбом, в основному, не закінчений, але близький до завершення. Я був дуже зайнятий під час карантину».
У грудні 2020 Тюмор випустив сингл «let all the poisons that lurk in the mud seep out» у співпраці з Келсі Лу, за участю Келлі Моран і Мозеса Бойда.
Перший виступ Іва Тюмора в Україні заплановано на 20 червня 2022 року.

## Музичний стиль
Ранню творчість Тюмора порівнювали з роботами Діна Бланта та Джеймса Ферраро, з останнім з якими вони співпрацювали; однак його пізнішу музику, таку як Heaven to a Tortured Mind, порівнюють із Прінсом і Девідом Бові.
Тюмор говорив про вплив на його музику Throbbing Gristle, відзначивши: «З точки зору звуку, Throbbing Gristle (були дуже натхненними). Є щось у їхній музиці, як-от гіпнотичний транс, що дійсно вплинуло на мене. Коли я переїхав до Лос-Анджелеса після коледжу, я мій хороший друг завжди грав записи Chris & Cosey, коли ми тусувалися. Я поступово став одержимий ними й почав читати про Genesis P-Orridge і весь цей рух».

## Група
У студії та під час живих виступів до Іва Тюмора приєднуються:
- Кріс Грейтті — соло-гітара (2019 — дотепер)
- Джіна Рамірес — бас-гітара (2019 — дотепер)
- Ів Ротман — електроніка, зразки (2019 — дотепер)
- Ріс Гастінгс — ударні (2019 — дотепер)

## Дискографія

#### Студійні альбоми
- When Man Fails You (2015)
- Serpent Music (2016)
- Safe in the Hands of Love (2018)
- Heaven to a Tortured Mind (2020)
- Praise a Lord Who Chews but Which Does Not Consume; (Or Simply, Hot Between Worlds) (2023)

#### EP
- The Asymptotical World (2021)

#### Збірки
- Experiencing the Deposit of Faith (2017)